# Witvleugelzanger
De witvleugelzanger (Xenoligea montana) is een kleine zangvogel en de enige vertegenwoordiger van het geslacht Xenoligea. Het is een kwetsbare endemische vogelsoort van het eiland Hispaniola (Haïti en de Dominicaanse Republiek).

## Kenmerken
De witvleugelzanger bereikt een lengte van 14,5 centimeter. De vogel lijkt op de Haïtizanger (Microligea palustris). Het volwassen mannetje heeft een donkergrijze kop met een witte oogring, een donker streepje vanaf het oog tot de snavel (de teugel) en daarboven een licht streepje op het voorhoofd. De vogel is van boven groen en van onder grijs, de staart is donker met lichte vlekken aan de eindrand. De snavel en de poten zijn zwart.

## Verspreiding en leefgebied
Het verspreidingsgebied van de witvleugelzanger ligt in het berggebied Massif de la Hotte en het Massif de la Selle in Haïti en in de Cordillera Central van de Sierra de Baoruco en aan de zuidkant van de Sierra de Neiba in de Dominicaanse Republiek. De witvleugelzanger huist in ondegroei op open plekken in ongerepte bergbossen, soms ook in naaldbossen met dichte ondergroei op een hoogte van 1300 tot 1800 meter boven de zeespiegel.

## Status
De witvleugelzanger wordt bedreigd door houtkap en het omvormen van bos in landbouwgebied. Vooral op Haïti in het Massif de la Selle is de vogel bijna uitgestorven. In de Dominicaanse Republiek is de situatie minder bedreigend. De vogel staat als kwetsbaar op de Rode Lijst van de IUCN.

## Taxonomie
De vogel werd in januari 1917 in het centrale bergland van de Dominicaanse Republiek verzameld en door Frank Michler Chapman beschreven als Microligea montana. Op grond van uitgebreid fylogenetisch onderzoek stelden Barker et al (2013) voor deze soort samen met de haïtizanger (Microligea palustris) en de zwartkruin- en grijskruinpalmtangare (Phaenicophilus palmarum en P. poliocephalus) te plaatsen in een nieuwe familie de Phaenicophilidae. Deze soort werd in het monotypische geslacht Xenoligea geplaatst.